# The Lost Road and Other Writings
Изгубљени пут и други списи (енгл. The Lost Road and Other Writings) је пети том серијала The History of Middle-earth, који је Кристофер Толкин саставио на основу рукописа свог оца Џ. Р. Р. Толкина. Објављен је 1987. године.

### Натписи
На првим страницама сваког тома Историје Средње земље налази се натпис у феанорским карактерима (Тенгвар, писмо које је Толкин осмислио за Високе Вилењаке), који је написао Кристофер Толкин и који описује садржај књиге. Натпис у Књизи V гласи: „Овде су сабране најстарије верзије приче о паду Нуменора, прича о Изгубљеном путу ка Западу, Анали Валинора и Анали Белеријанда у каснијем облику, Аинулиндале, односно Музика Аинура, Ламас или Извештај о језицима, Квента Силмарилион или Историја силмарила, као и историја многих речи и имена.”

## Приступ
Изгубљени пут сам по себи настао је као резултат заједничке одлуке Џ. Р. Р. Толкина и К. С. Луиса да се опробају у писању научне фантастике. Луис је написао причу о путовању у свемир, која ће постати позната као Свемирска трилогија, док је Толкин покушао да напише нешто о путовању кроз време, али ту причу никада није довршио. Изгубљени пут представља фрагментарни почетак једне приче, са грубим планом и неколико наративних одломака, укључујући четири поглавља која се односе на савремену Енглеску и Нуменор, из којих се може наслутити цела прича. Замишљени облик путовања кроз време одвија се путем „виђења” или менталног урањања у прошлост, како би се директно доживело оно што се већ одиграло. На тај начин, прича повезује 20. век прво са саксонском Енглеском у време краља Алфреда Великог, затим са ломбардијским краљем Албоином у доба Светог Бенедикта, Балтичким морем током викиншког доба, Ирском у време доласка народа Туата Де Данан (600 година након библијског потопа), праисторијским севером током леденог доба, причом о Галдору из трећег доба Средње земље, и на крају падом Гил-галада — пре него што исприча главну легенду о паду Нуменора и савијању света.
Причa почиње са Албоином, дететом у Британији 20. века, које има чудне визије које се односе на прво и друго доба Средње Земље, након разговора са својим оцем Освином о свом имењаку из 6. века. Том приликом види облаке како долазе са Атлантика, који му личе на велике Манвеове орлове који лете ка Нуменору. Годинама касније, као одрастао човек, снови му се враћају и он почиње да схвата да су то заправо сећања његових предака, која жели да види сопственим очима. У сну му се појављује Елендил и нуди да њега и његовог сина Аудоина одведе у неко време између 3260. и 3310. године другог доба, што Албоин прихвата. Поглед у далеку прошлост започиње разговором на обали Нуменора о стању у краљевству. Елендил свом сину Херендилу говори да припада вернима, онима који још увек подржавају Валаре, и покушава да га убеди у Сауронову поквареност и лош утицај на краља Таркалиона (Ар-Фаразона). Херендил му супротставља мишљење да је Саурон просветлио Нуменорејце након што је био заточен и постао краљев саветник, приказујући Валаре као зликовце који људима ускраћују бесмртност.
Елендил му тада исприча праву историју Арде до тог тренутка, где је смртност била дар, а не проклетство, и говори о томе како Нуменор постаје милитаристичка сила иако нема непријатеља, што најављује покушај освајања Амана. Херендил на крају пристаје да се придружи побуни против Саурона у сигурности њихове куће. Причa се прекида на крају четвртог поглавља. Роман истражује тему „Правог пута” ка Западу, који је сада отворен само у сећању, јер је свет постао округао.
Толкин је касније прерадио и проширио неке од идеја о путовању кроз време из Изгубљеног пута у свом делу The Notion Club Papers, које је такође остало недовршено.

## Пријем
Вејн Г. Хамонд, проучавалац Толкина, 1995. године је, пишући за Mallorn, приметио да су реакције на дело Кристофера Толкина подељене „између оних који овај серијал виде као одавање почасти очевој машти и оних који се једноставно питају: Зашто?” Он наводи рецензију Валери Хаусден за Изгубљени пут, објављену 1988. у часопису Vector, као „типичан” пример: „Ово је обавезно штиво за толкинофиле и оне који пишу докторске дисертације; моја мачка и ја смо се сложиле да је ова књига добар изговор за дремку током кишног поподнева.” Хамонд, међутим, истиче да „реакције обожаваоца” на Историју Господара прстенова указују на много ширу публику од тога.
Таум Сантоски у журналу Mythlore пише да овај том, са садржајима као што су Етимологије, показује Толкиново „дубоко интересовање ... за ревизију својих језика”. Он истиче коментар Кристофера Толкина да је његов отац „можда био више заинтересован за процесе [језичке] промене него за представљање структуре и употребе језика у било ком одређеном тренутку”. Напомиње да ће људи који траже коначне, стандардизоване облике квеније и синдаринског „бити разочарани”, али додаје да су алтернативни облици речи — као што су nume и numen („Запад”) — обоје „стварни”. Коментарише да је управо „та непотпуност оно што чини целокупно Толкиново дело толико привлачним”. Сантоски такође примећује да су 1937. године, када је Хобит већ био објављен, „струје Толкинове маште” очигледно тежиле ка „фузији”: Квента Силмарилион је била при крају, језици су напредовали, а читаоци су желели „новог Хобита”. Сантоски закључује: „Срећом, господин Багинс... имао је нећака.”